# Bożena Sławiak
Bożena Maria Sławiak z domu Masiukiewicz (ur. 28 maja 1948 w Sulęcinie) – polska polityk, samorządowiec, z wykształcenia pedagog, posłanka na Sejm VI i VII kadencji.

## Życiorys
W 1968 uzyskała tytuł zawodowy magistra pedagogiki kulturalno-oświatowej na Wydziale Nauk Społecznych Uniwersytetu im. Adama Mickiewicza w Poznaniu. Do 1998 pracowała w sulęcińskich ośrodkach kulturalnych, kierowała m.in. domem kultury i poradnią kulturalno-oświatową, była zatrudniona w bibliotece pedagogicznej. Do 1980 przez dwa lata należała do PZPR. Po 1990 zasiadała w radzie miasta i gminy Sulęcin (m.in. jako przewodnicząca rady), następnie w radzie powiatu sulęcińskiego. Od 1998 do 2002 była pierwszym starostą tego powiatu. W wyborach parlamentarnych w 2001 bez powodzenia kandydowała do Sejmu z listy Polskiego Stronnictwa Ludowego. W 2006 uzyskała mandat radnej sejmiku lubuskiego.
W 2007 została wybrana do Sejmu VI kadencji z listy Platformy Obywatelskiej. Kandydując w okręgu lubuskim, otrzymała 8942 głosy. W wyborach w 2011 z powodzeniem ubiegała się o reelekcję, dostała 6673 głosy. W 2014 kandydowała na burmistrza Sulęcina, przegrywając w drugiej turze z Dariuszem Ejchartem (prywatnie swoim zięciem). Nie wystartowała w wyborach parlamentarnych w 2015. W 2018 ubiegała się bezskutecznie o mandat radnej powiatu z ramienia Bezpartyjnych Samorządowców.
W 2011 otrzymała Srebrną Odznaką „Zasłużony dla Ochrony Przeciwpożarowej”.